# 마품왕
마품왕(麻品王, ? ~ 290년 1월 29일)은 금관가야의 3대 왕이다. 시호는 성왕(成王)이다.

왕비는 호구부인(好仇夫人)이며 종정감(宗正監) 조광(趙匡)의 손녀이다. 조광은 인도에서 온 허황후를 시종하던 신하이다.

## 가계
- 부왕 : 거등왕(居登王)
- 모왕 : 모정부인(慕貞夫人)
  - 왕비 : 호구부인(好仇夫人, ? ~ 292), 종정감(宗正監) 조광(趙匡)의 손녀
    - 아들 : 거질미왕(居叱彌王)

## 같이 보기
- 한국의 역사
- 삼국 시대